# Oreorchis angustata
Oreorchis angustata là một loài thực vật có hoa trong họ Lan. Loài này được L.O.Williams ex N.Pearce & P.J.Cribb mô tả khoa học đầu tiên năm 1997.